# Ballet blanc

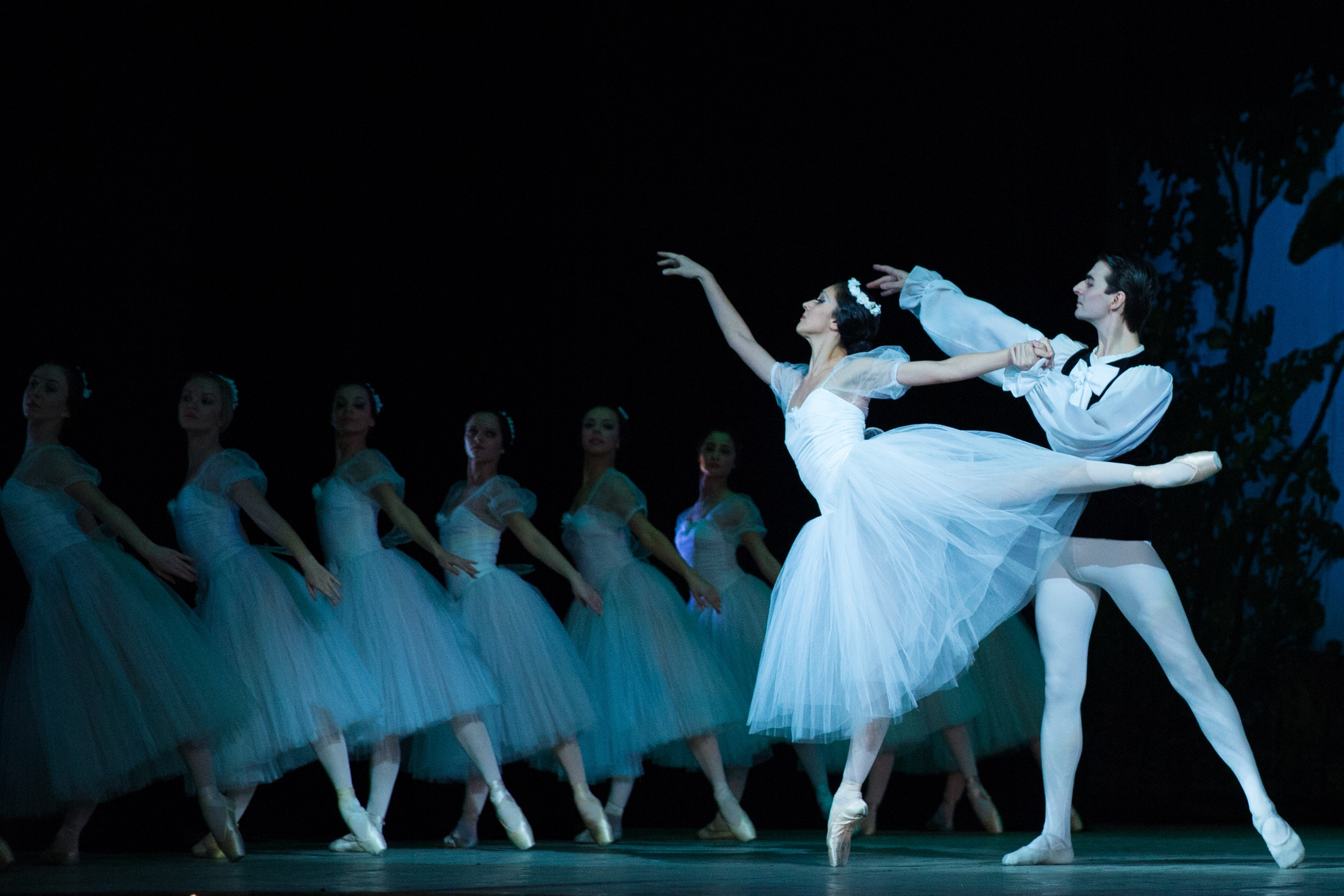
Extrait d'une représentation du ballet Les Sylphides

Un ballet blanc est un ballet de style romantique popularisé au XIXe siècle et considéré comme l'archétype du ballet classique. Le tutu blanc à mi-mollet en est le costume caractéristique et lui a donné son nom.
Giselle, ou les Wilis en est l'un des premiers et des plus connus.